# Liste der Biografien/Sae
Liste der Biografien |
Portal Biografien |
Personensuche
# |
A |
B |
C |
D |
E |
F |
G |
H |
I |
J |
K |
L |
M |
N |
O |
P |
Q |
R |
S |
T |
U |
V |
W |
X |
Y |
Z |
?
 
Sa |
Sb |
Sc |
Sd |
Se |
Sf |
Sg |
Sh |
Si |
Sj |
Sk |
Sl |
Sm |
Sn |
So |
Sp |
Sq |
Sr |
Ss |
St |
Su |
Sv |
Sw |
Sy |
Sz
 
Saa |
Sab |
Sac |
Sad |
Sae |
Saf |
Sag |
Sah |
Sai |
Saj |
Sak |
Sal |
Sam |
San |
Sao |
Sap |
Saq |
Sar |
Sas |
Sat |
Sau |
Sav |
Saw |
Sax |
Say |
Saz
Die Liste der Biografien führt alle Personen auf, die in der deutschsprachigen Wikipedia einen Artikel haben. Dieses ist eine Teilliste mit 171 Einträgen von Personen, deren Namen mit den Buchstaben „Sae“ beginnt.

## Sae

### Saeb
- Saebel, Barbara (* 1959), deutsche Politikerin (Bündnis 90/Die Grünen), MdL
- Saebelmann, Friedrich August (1851–1911), estnischer Komponist
- Saebelmann-Kunileid, Aleksander (1845–1875), estnischer Komponist
- Saebens, Hans (1895–1969), deutscher Maler, Grafiker und Landschaftsfotograf
- Sæberht, König von Essex
- Saebisch, Karl Georg (1903–1984), deutscher Theater-, Film- und Fernsehdarsteller
- Saebisch, Steffen (* 1970), deutscher Politiker (FDP)Steffen Saebisch (* 1970)

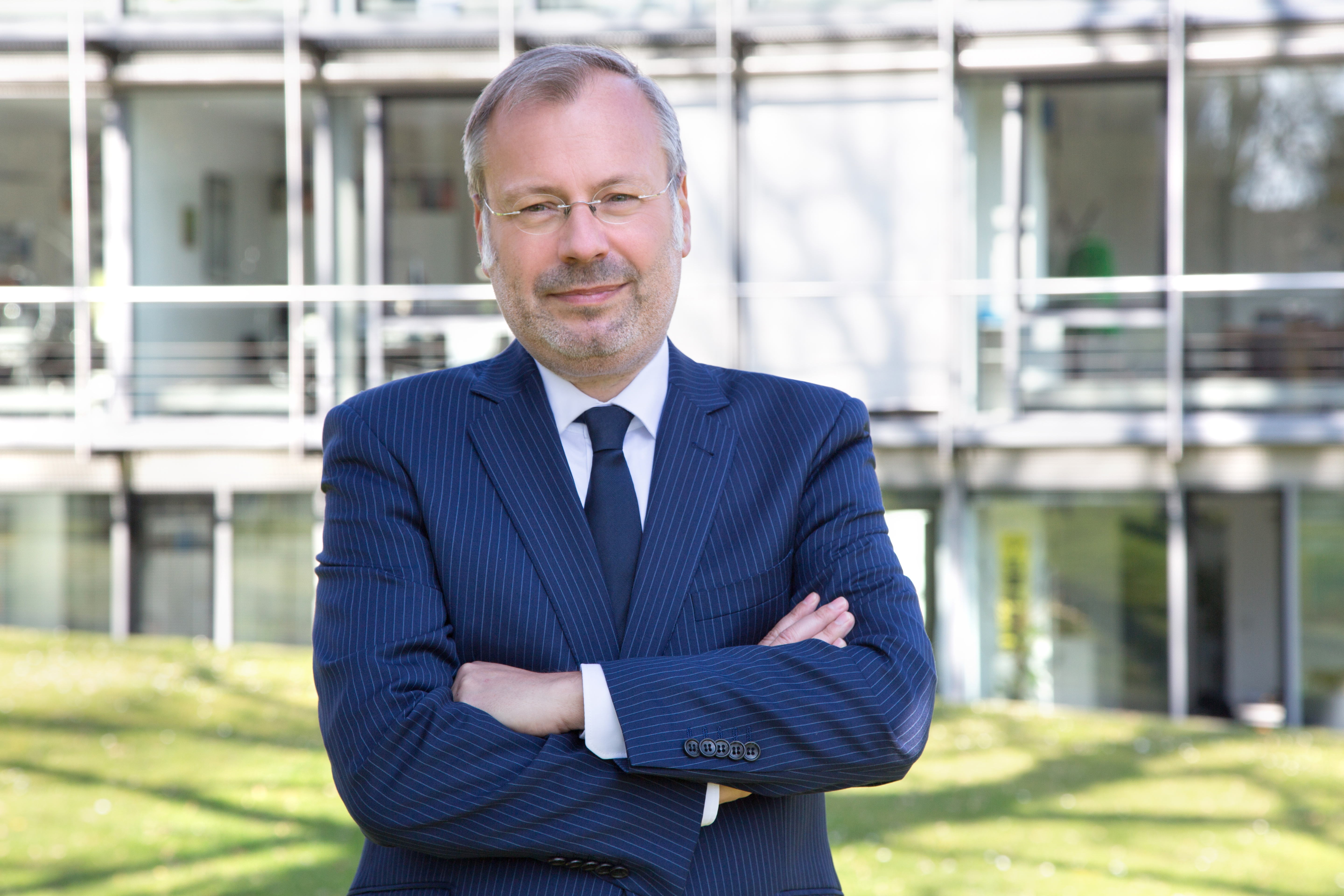
Steffen Saebisch (* 1970)

- Sæbø, Erik Johan (* 1964), norwegischer Radrennfahrer
- Sæbø, Magne (* 1929), norwegischer lutherischer Theologe

### Saec
- Saecundanus Florentinus, römischer Soldat, eventuell Maler

### Saed
- Saed, Babak (* 1965), iranisch-deutscher audiovisueller Künstler
- Saedén, Erik (1924–2009), schwedischer Opernsänger (Bariton)
- Saedi, Sarina (* 2003), iranische Leichtathletin
- Saedi, Tania (* 1976), österreichische Musikerin, Vokalistin und Komponistin
- Sædís Heiðarsdóttir (* 2004), isländische Fußballspielerin
- Saedler, Heinz (* 1941), deutscher Genetiker und Molekularbiologe
- Saedt, Otto (1816–1886), deutscher Jurist

### Saee
- Saeed Ahmad, Muhammad (* 1986), pakistanischer Leichtathlet
- Saeed Mohammed, Alia (* 1991), äthiopische Leichtathletin aus den Vereinigten Arabischen Emiraten
- Saeed Pasha, Abdul Karim (* 1945), pakistanischer Leiter (Emir) der Glaubensgemeinschaft Ahmadiyya Anjuman Ishaat-i-Islam Lahore (AAIIL)
- Saeed, Aboud (* 1983), syrischer Schriftsteller
- Saeed, Fathimath Dhiyana (* 1974), maledivische Juristin und Diplomatin
- Saeed, Mishaal al- (* 1983), saudi-arabischer Fußballspieler
- Saeed, Nasar Sakar (* 1978), kenianischer Marathonläufer
- Saeed, Saeed-Ahmed (* 1967), Schachspieler aus den Vereinigten Arabischen Emiraten
- Saeed, Sana (* 1988), pakistanische Schauspielerin und Model
- Saeedi, Mehdi, iranischer Künstler und Designer in den USA
- Saeedi, Salim Ghazi (* 1981), iranischer Komponist und Gitarrist

### Saef
- Saefkow, Änne (1902–1962), deutsche Politikerin (KPD, SED), MdV, Bürgermeisterin und VVN-Funktionärin
- Saefkow, Anton (1903–1944), deutscher Kommunist und Widerstandskämpfer gegen den NationalsozialismusAnton Saefkow (1903–1944)

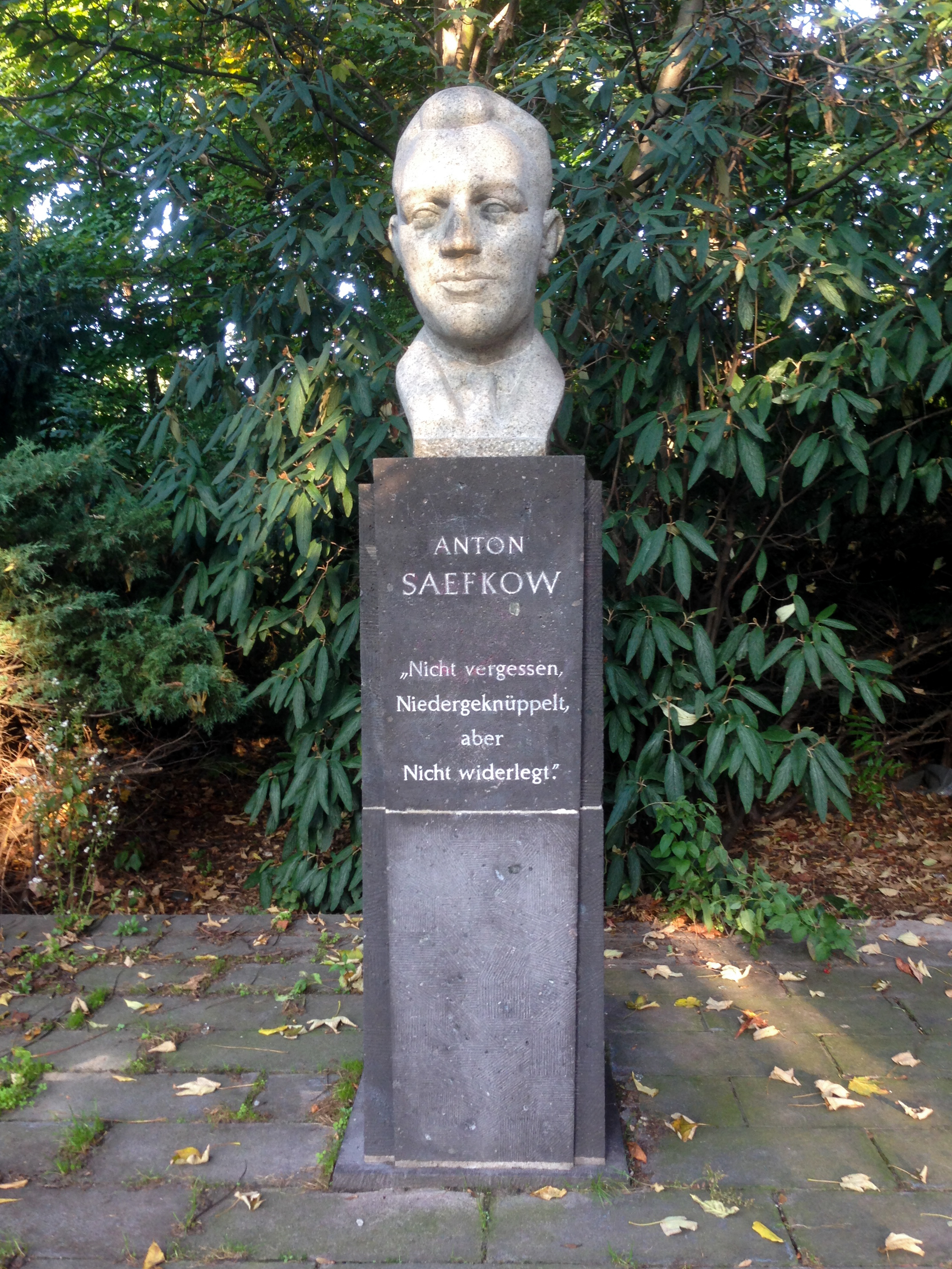
Anton Saefkow (1903–1944)

- Saefkow, Thea (1910–1990), deutsche Politikerin (SED)

### Saeg
- Saeger, Hans-Detlev (* 1946), deutscher Chirurg und Hochschullehrer
- Saeger, Richard (* 1964), US-amerikanischer Schwimmer
- Saeger, Uwe (* 1948), deutscher Schriftsteller
- Saegesser, Marguerite (1922–2011), Schweizer Malerin, Zeichnerin und Objektkünstlerin
- Saegesser, Max (1902–1975), Schweizer Chirurg
- Saegusa, Kazuko (1929–2003), japanische Schriftstellerin, Essayistin und Literaturkritikerin

### Saeh
- Saehrendt, Christian (* 1968), deutscher Kunsthistoriker und Publizist

### Saei
- Saeidi Tanha, Abbas (* 1981), iranischer Radrennfahrer
- Saeidi, Arash (* 1975), französischer Politiker

### Saek
- Saeki, Hikaru (* 1943), erste weibliche Admiral der Japanischen Maritimen Selbstverteidigungsstreitkräfte (JMSDF) und die erste Frau in den gesamten Japanischen Selbstverteidigungsstreitkräfte
- Saeki, Hiroshi (1936–2010), japanischer Fußballspieler
- Saeki, Hiroyuki (* 1987), japanischer Badmintonspieler
- Saeki, Kazumi (* 1959), japanischer Schriftsteller
- Saeki, Kiichi (1913–1998), japanischer Beamter und Wirtschaftsfachmann
- Saeki, Kōichi (* 1983), japanischer Badmintonspieler
- Saeki, Miho (* 1976), japanische Tennisspielerin
- Saeki, Naoya (* 1977), japanischer Fußballspieler
- Saeki, Peter Yoshiro (1871–1965), japanischer Religionswissenschaftler und Jurist
- Saeki, Shōichi (1922–2016), japanischer Literaturwissenschaftler und Essayist
- Saeki, Toshio (1945–2019), japanischer Illustrator und Maler
- Saeki, Yūzō (1898–1928), japanischer Maler

### Sael
- Saelemaekers, Alexis (* 1999), belgischer FußballspielerAlexis Saelemaekers (* 1999)

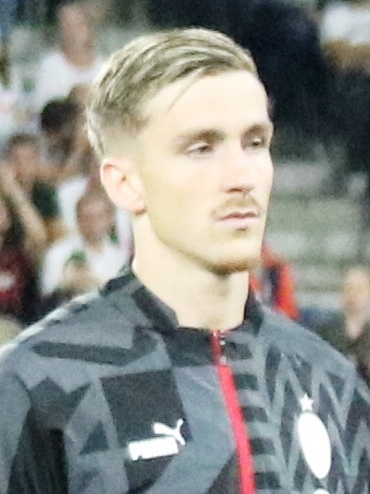
Alexis Saelemaekers (* 1999)

- Sælen, Frithjof (1892–1975), norwegischer Turner
- Saelens, David (* 1975), belgischer Automobilrennfahrer
- Saelens, Gentil (* 1932), belgischer Radrennfahrer
- Saelmans, Max (1876–1954), deutscher Jurist und Politiker
- Saelred († 746), König von Essex
- Saelua, Jaiyah (* 1988), amerikanisch-samoanische Fußballspielerin

### Saem
- Saemann, Andrea (* 1962), US-amerikanische Performance- und Konzeptkünstlerin und Performanceorganisatorin
- Saemann, Carl Heinrich (1790–1860), deutscher Musiker
- Saemann, Dennis (* 1982), deutscher Synchronsprecher
- Saemann, Klaus (* 1966), deutscher Politiker (SPD)
- Saemann, Nils (* 1959), deutscher Politiker (SPD) und Polizeibeamter
- Saemisch, Moritz (1869–1945), deutscher Jurist, Verwaltungsbeamter und Politiker, preußischer Staatsminister
- Saemisch, Theodor (1833–1909), deutscher Ophthalmologe
- Sæmundur fróði (1056–1133), isländischer Priester und Gelehrter

### Saen
- Saen Mueang Ma († 1401), König von Lan Na in Nord-Thailand
- Saen Phu († 1334), König des Reiches Lan Na
- Saén, Danilo (* 1994), uruguayischer Fußballspieler
- Saenchai (* 1980), thailändischer Muay-Thai-KämpferSaenchai (* 1980)

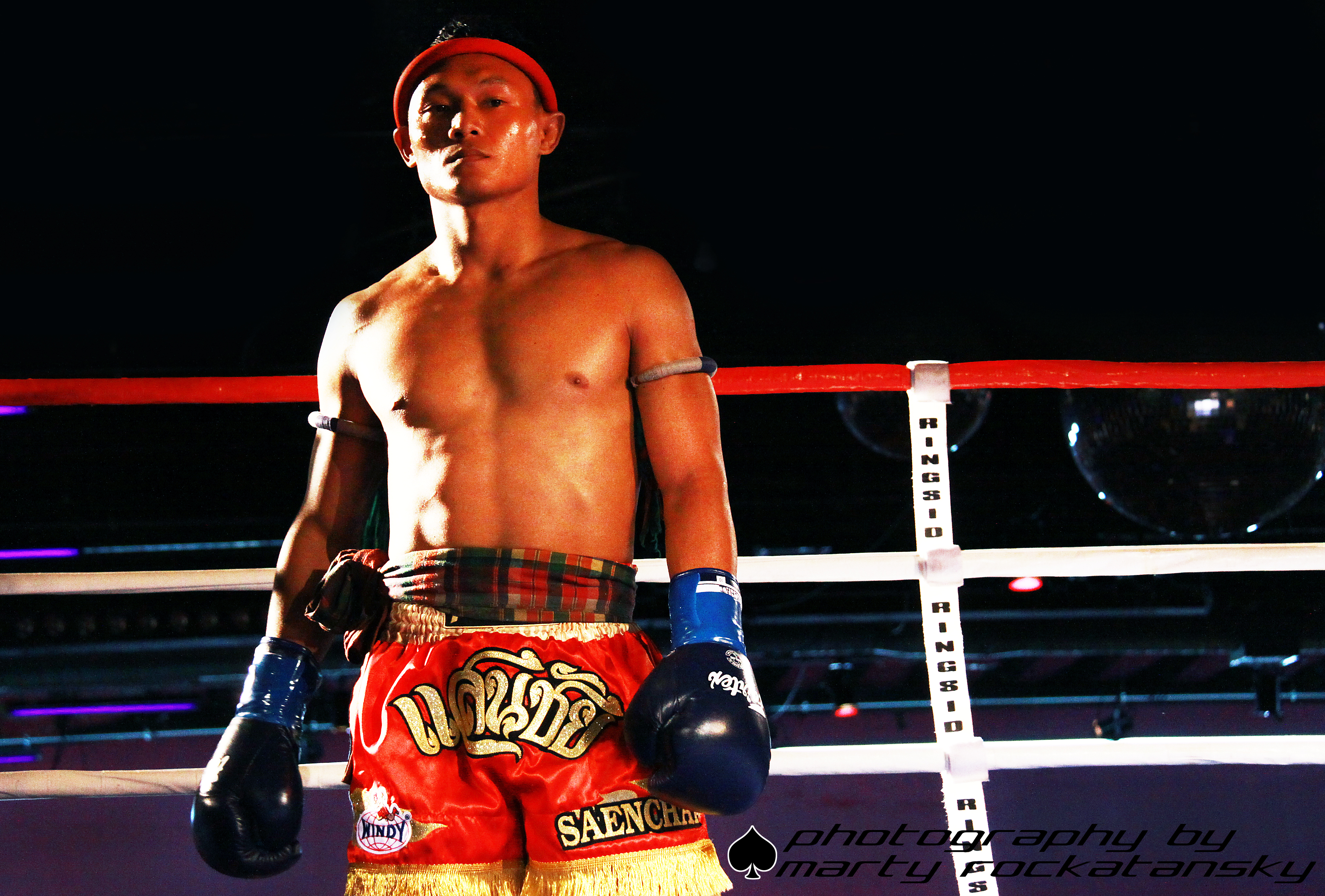
Saenchai (* 1980)

- Saeng, Ludwig (1848–1931), Landtagsabgeordneter Großherzogtum Hessen
- Saeng, Valentinus (* 1969), indonesischer Ordensgeistlicher, römisch-katholischer Bischof von Sanggau
- Saengarayakul, Adisak (* 1962), thailändischer Badmintonspieler
- Saengchote, Natcha (* 1996), thailändische Badmintonspielerin
- Saengduean Lek Chailert (* 1961), thailändische Tier- und Elefantenschützerin
- Saenger, Adolf (1884–1961), deutscher Maler und Bildhauer
- Saenger, Alwin (1881–1929), deutscher Politiker (SPD), MdR
- Saenger, Berndt von (1891–1978), deutscher Gutspächter, Abgeordneter der deutschen Minderheit im Sejm
- Saenger, Carl (1860–1901), deutscher Theologe und Politiker
- Saenger, Carl von (1810–1871), Rittergutsbesitzer, Reichstagsabgeordneter
- Saenger, Eduard (1880–1948), deutscher Journalist, Lyriker, Essayist und Übersetzer
- Saenger, Hartmut (1940–2013), deutscher Politiker (CDU) und Vertriebenenfunktionär
- Saenger, Ingo (* 1961), deutscher Jurist und Hochschullehrer
- Saenger, Joseph Ignaz Anton von (1805–1875), königlich preußischer Generalmajor und zuletzt Kommandant der Festung Erfurt
- Saenger, Konrad (1869–1945), deutscher Statistiker
- Saenger, Samuel (1864–1944), deutscher Journalist und Diplomat
- Saenger, Wolfram (* 1939), deutscher Biochemiker und Proteinkristallograph
- Saengnon, Tanachot (* 2000), thailändischer Fußballspieler
- Saengsila, Nitipong (* 1984), thailändischer Badmintonspieler
- Saengsuwan, Satja (* 1990), thailändischer Fußballspieler
- Saenius Severus, Gaius, römischer Suffektkonsul (126)
- Saenius, Lucius, römischer Suffektkonsul 30 v. Chr.
- Saenla, Supoj (* 1980), thailändischer Snookerspieler
- Saenredam, Jan (1565–1607), niederländischer Kupferstecher und Kartenzeichner
- Saenredam, Pieter Jansz. (1597–1665), niederländischer Maler
- Saensak Muangsurin (1950–2009), thailändischer Boxer im Halbweltergewicht
- Saensomboonsuk, Tanongsak (* 1990), thailändischer Badmintonspieler
- Sáenz Abad, Alfredo (* 1942), spanischer Manager
- Sáenz de Heredia, José Luis (1911–1992), spanischer Regisseur und Drehbuchautor
- Sáenz de Oiza, Francisco Javier (1918–2000), spanischer Architekt
- Sáenz de Santamaría, Soraya (* 1971), spanische Politikerin (PP)
- Sáenz de Ynestrillas Martínez, Ricardo (1935–1986), spanischer Militär und Putschist
- Sáenz de Ynestrillas Pérez, Ricardo (* 1965), spanischer nationalsyndikalistischer Politiker
- Sáenz Lacalle, Fernando (1932–2022), spanischer Geistlicher, römisch-katholischer Erzbischof von San Salvador
- Sáenz Peña, Luis (1822–1907), argentinischer Jurist und Politiker
- Sáenz Peña, Roque (1851–1914), argentinischer Anwalt und Politiker
- Sáenz, Benjamin Alire (* 1954), US-amerikanischer Schriftsteller und Lyriker
- Sáenz, Jaime (1921–1986), bolivianischer Schriftsteller
- Saenz, Jose (* 1975), US-amerikanischer Schwerverbrecher
- Sáenz, Manuel Antonio Blas, nicaraguanischer Politiker, 18. Präsident von Nicaragua (1845)
- Sáenz, Manuela (1797–1856), südamerikanische FreiheitskämpferinManuela Sáenz (1797–1856)

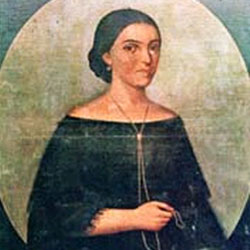
Manuela Sáenz (1797–1856)

- Sáenz, Martín (* 2001), chilenischer Leichtathlet
- Sáenz, Miguel (* 1932), spanischer Germanist, Autor und Übersetzer
- Sáenz, Serena (* 1994), spanische Opernsängerin in der Stimmlage Sopran
- Sáenz, Vicente (1896–1963), costa-ricanischer Autor und Journalist
- Sáenz-Valiente, Enrique (1917–1956), argentinischer Sportschütze und Autorennfahrer

### Saer
- Saer, Juan José (1937–2005), argentinischer Schriftsteller
- Saerens, Maibritt (* 1970), dänische Schauspielerin

### Saet
- Sæten, Amalie (* 1997), norwegische Leichtathletin
- Sæten, Christian (* 1988), norwegischer Biathlet
- Sæter, Kjetil (* 1971), norwegischer Biathlet
- Sæter, Olaf (1871–1945), norwegischer Sportschütze
- Sæter, Ole (* 1996), norwegischer Fußballspieler
- Sæteren, Maja Furu (* 2003), norwegische Handballspielerin
- Saeteros Sierra, Vicente Horacio (* 1968), ecuadorianischer römisch-katholischer Geistlicher, Bischof von Machala
- Sæterøy, Eirik (* 1997), norwegischer Freestyle-Skisportler
- Sætersdal, Per (* 1964), norwegischer Ruderer
- Sæther, Andrine (* 1964), norwegische Schauspielerin
- Sæther, Johnny (* 1971), norwegischer Radrennfahrer
- Sæther, Mariann (* 1980), norwegische Kanutin
- Sæther, Morten (* 1959), norwegischer Straßenradrennfahrer
- Sæther, Ole (1870–1946), norwegischer Sportschütze
- Sæthereng, Hannah (* 1999), norwegische Skirennläuferin
- Sæthre, Kathrine (* 1990), norwegische Handball- und Beachhandballspielerin
- Sætre, Johan (* 1952), norwegischer Skispringer
- Sætre, Lasse (* 1974), norwegischer Eisschnellläufer
- Sættem Jomaas, Birgitte (* 1978), norwegische Handballspielerin und -trainerin
- Sætter-Lassen, Erik (1892–1966), dänischer Sportschütze
- Sætter-Lassen, Jens (* 1986), dänischer Schauspieler
- Sætter-Lassen, Søren (* 1955), dänischer Schauspieler und Synchronsprecher
- Saetti, Mario (1902–1927), italienischer Motorrad- und Automobilrennfahrer

### Saeu
- Sæunn Þorsteinsdóttir (* 1984), isländisch-US-amerikanische Cellistin

### Saev
- Sævar Birgisson (* 1988), isländischer Skilangläufer
- Saevecke, Theo (1911–2000), deutscher SS-Hauptsturmführer und KriegsverbrecherTheo Saevecke (1911–2000)

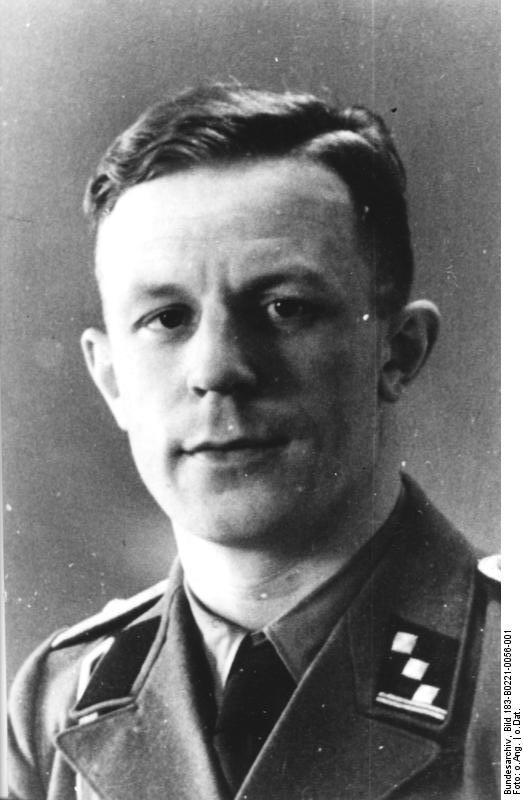
Theo Saevecke (1911–2000)

- Sæverås, Kristian (* 1996), norwegischer Handballspieler
- Sæverud, Harald (1897–1992), norwegischer Komponist
- Sæverud, Tormod (* 1938), norwegischer Komponist
- Sævik, Karina (* 1996), norwegische Fußballspielerin
- Saevinius Proculus, römischer Offizier (Kaiserzeit)
- Saevinius Proculus, Lucius, römischer Statthalter

### Saew
- Saeward von Essex († 617), König des angelsächsischen Königreichs Essex
- Sæwulf, angelsächsischer Pilger

### Saey
- Saeys, André (1911–1988), belgischer Fußballspieler

### Saez
- Saez Beloki, Patxi (* 1964), spanischer Soziolinguist
- Sáez Cerpa, Pablo (* 1978), chilenischer Jazzmusiker, Schlagzeuger und Komponist
- Sáez García, Braulio (* 1942), spanischer Ordensgeistlicher, emeritierter römisch-katholischer Weihbischof in Santa Cruz de la Sierra
- Sáez Larra, Olga (* 1994), spanische Tennisspielerin
- Sáez, Adrián (* 1986), spanischer Radsportler
- Sáez, Alfredo (* 1958), argentinischer Tangosänger
- Saez, Damien (* 1977), französischer LiedermacherDamien Saez (* 1977)

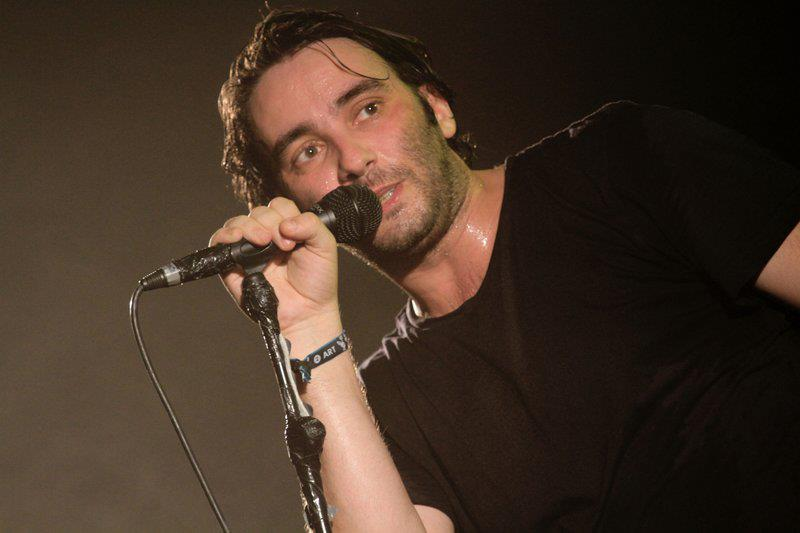
Damien Saez (* 1977)

- Saez, Emmanuel (* 1972), französischer Wirtschaftswissenschaftler
- Sáez, Iñaki (* 1943), spanischer Fußballtrainer und Spieler
- Sáez, Irene (* 1961), venezolanische Politikerin und Miss Universe
- Sáez, Juan Carlos (* 1991), chilenischer Tennisspieler
- Sáez, Lorenzo (* 1969), argentinischer Fußballspieler
- Sáez, Manuel (* 1961), spanischer Künstler
- Saez, Mónica (* 1976), spanische Biathletin und Skilangläuferin
- Sáez, Osvaldo (1923–1959), chilenischer Fußballspieler
- Sáez, Piru (* 1983), argentinischer Schauspieler und Rocksänger
- Sáez, Sebastián (* 1985), argentinischer Fußballspieler